# Socialdemocratici (Slovenia)
I Socialdemocratici (in sloveno Socialni demokrati, abbreviato in SD) sono un partito sloveno di centrosinistra membro del Partito Socialista Europeo.

## Storia
Le origini del partito risalgono al 1990, quando la Lega dei Comunisti della Slovenia lasciò la Lega dei Comunisti di Jugoslavia e si ridenominò Partito del Rinnovamento Democratico (Stranka demokratične prenove). Nelle prime elezioni democratiche del 1990 il partito ottenne il 17% dei voti e divenne la principale forza d'opposizione contro il governo guidato dalla Coalizione DEMOS. Nel 1992 entrò nel governo d'intesa guidato da Janez Drnovšek. Da allora la sua influenza cominciò a declinare a favore della Democrazia Liberale di Slovenia.
In vista delle elezioni del 1992, il partito formò una coalizione elettorale con alcuni partiti minori della sinistra extraparlamentare (fra cui il Partito Democratico dei Pensionati della Slovenia), che prese il nome di Lista Unita (Združena lista) e ottenne il 13,6%. Nel 1993 venne sancita la trasformazione ufficiale della lista in un partito politico con il nome di Lista Unita dei Socialdemocratici (Zdruzena lista socialnih demokratov, ZLSD).
Il partito entrò a fare parte del secondo governo Drnovšek, che lasciò nel 1996 in disaccordo sulle politiche di welfare. Molti membri lasciarono il partito per ricostituire il Partito Democratico dei Pensionati della Slovenia.
Nel 1997 la direzione del partito venne assunta da Borut Pahor, che avviò un graduale processo di modernizzazione al suo interno, portandolo verso il centro e svincolandolo dall'influenza dell'allora Presidente della Repubblica Milan Kučan (membro fondatore del partito).
Dal 2000 al 2004 il partito partecipò ai governi di Janez Drnovšek e Anton Rop.
Nell'aprile del 2005 il partito ha assunto il nome attuale. Nel congresso di Nova Gorica, svoltosi lo stesso anno, il partito rinunciò definitivamente al suo passato comunista.
Nel marzo 2007, con la crisi all'interno della Democrazia Liberale di Slovenia (LDS), i Socialdemocratici assunsero la posizione di principale opponente al governo di Janez Janša. Quattro parlamentari della LDS (tra i quali l'ex premier Tone Rop) si unirono al gruppo parlamentare di SD.
Alle elezioni del 2008 SD ottenne il 30,5% dei voti, eleggendo 29 deputati e divenendo il primo partito del paese. A seguito di queste elezioni Borut Pahor divenne Primo Ministro a capo di un governo di centrosinistra, sostenuto dai socio-liberali di Zares, da LDS e dal Partito dei Pensionati.
Nel 2011 Zares e il Partito dei Pensionati lasciarono la maggioranza, portando così alla caduta del governo Pahor e a elezioni anticipate.  Alle politiche del 2011 i SD ottennero un calo fortissimo, conseguendo il 10,5% dei consensi (-20%) ed eleggendo 10 deputati (-19).

## Presidenti
- Ciril Ribičič, 1990-1993
- Janez Kocijančič, 1993-1997
- Borut Pahor, 1997-2012
- Igor Lukšič, 2012-2014
- Dejan Židan, 2014-

## Risultati elettorali
| Elezione                             | Voti                                 | %                                    | Seggi                                |
| Partito del Rinnovamento Democratico | Partito del Rinnovamento Democratico | Partito del Rinnovamento Democratico | Partito del Rinnovamento Democratico |
| ------------------------------------ | ------------------------------------ | ------------------------------------ | ------------------------------------ |
| Parlamentari 1990                    | 186.928                              | 17,3                                 | 14 / 90                              |
| Lista Unita                          |                                      |                                      |                                      |
| Parlamentari 1992                    | 161.349                              | 13,58                                | 14 / 90                              |
| Lista Unita dei Socialdemocratici    |                                      |                                      |                                      |
| Parlamentari 1996                    | 96.597                               | 9,03                                 | 9 / 90                               |
| Parlamentari 2000                    | 130.079                              | 12,08                                | 11 / 90                              |
| Europee 2004                         | 61.672                               | 14,15                                | 1 / 8                                |
| Parlamentari 2004                    | 98.527                               | 10,17                                | 10 / 90                              |
| Socialdemocratici                    |                                      |                                      |                                      |
| Parlamentari 2008                    | 320.248                              | 30,45                                | 29 / 90                              |
| Europee 2009                         | 85.402                               | 18,45                                | 2 / 8                                |
| Parlamentari 2011                    | 115.952                              | 10,52                                | 10 / 90                              |
| Europee 2014                         | 32.484                               | 8,08                                 | 1 / 8                                |
| Parlamentari 2014                    | 52.249                               | 5,98                                 | 6 / 90                               |
| Parlamentari 2018                    | 88.524                               | 9,93                                 | 10 / 90                              |
| Europee 2019                         | 89.936                               | 18,66                                | 2 / 8                                |
| Parlamentari 2022                    | 79.709                               | 6,69                                 | 7 / 90                               |